# Скоробагатьківське нафтогазоконденсатне родовище
Скоробагатьківське нафтогазоконденсатне родовище — нафтогазоконденсатне родовище, що належить до Глинсько-Солохівського газонафтоносного району Східного нафтогазоносного регіону України.

## Опис
Розташоване в Полтавській області на відстані 5 км від м. Лохвиця.
Знаходиться в північно-західній частині приосьової зони Дніпровсько-Донецької западини в межах півн. схилу Жданівської депресії.
Підняття виявлене в 1981 р.
Структура є криптодіапіровою брахіантикліналлю субширотного простягання, порушена скидами амплітудою до 600 м. Розміри складки В газовому покладі верхнього візе в межах ізогіпси — 4500 м 4,5х3,0 м. Перший промисл. приплив вуглеводнів отримано в 1984 р. з відкладів середнього карбону в інтервалі 3370-3380 м.
Поклади пластові, склепінчасті, тектонічно екрановані та літологічно обмежені. Колектори — пісковики.
Експлуатується з 1993 р. Режим нафтових покладів — водонапірний, газоконденсатних — пружноводонапірний. Запаси початкові видобувні категорій А+В+С1: нафти — 100 тис. т; газу — 11380 млн. м³; конденсату — 858 тис. т. Густина дегазованої нафти 860 кг/м³. Вміст сірки у нафті 0,71 мас.%.